# Louis Jourdan
För den amerikanske 1940-talsmusikern, se Louis Jordan
Louis Jourdan, egentligen Louis Robert Gendre, född 19 juni 1921 i Marseille, död 14 februari 2015 i Los Angeles, var en fransk skådespelare. Jourdan medverkade bland annat i filmer som En kvinnas hemlighet (1947), Brev från en okänd kvinna (1948), Madame Bovary (1949), Gigi, ett lättfärdigt stycke (1958), Alla mina drömmar (1959), Hotel International (1963) och Octopussy (1983).

## Biografi
Jourdan var son till ett par hotellinnehavare, Henry Gendre och Yvonne Jourdan, och gick i skola i Frankrike, England och Turkiet. Han fick skådespelarutbildning med René Simon vid École Dramatique i Paris. Hans bildsköna utseende var perfekt för en filmkarriär och efter debuten 1939 spelade han tjusiga charmiga män i flera romantiska komedier och dramer. Han karriär fick ett avbrott under andra världskriget. Hans far arresterades av Gestapo och Louis Jourdan och hans två bröder anslöt sig till den franska underjordiska motståndsrörelsen. 
Efter kriget blev  Jourdan erbjuden en roll av David O. Selznick i Alfred Hitchcocks En kvinnas hemlighet (1947). En av hans mest kända filmer är Gigi, ett lättfärdigt stycke, som vann nio Oscars. Jourdan fortsatte att medverka i både amerikanska och europeiska filmer. 1983 spelade han skurken Kamal Khan i Bondfilmen Octopussy. Under 1980-talet medverkade Jourdan även i Träskmannen och dess uppföljare, Return of Swamp Thing. Hans sista film var Peter Yates Year of the Comet (1992). 
Jourdan bodde i Frankrike med sin hustru Berthe Frédérique (Quique) Jourdan, som han var gift med sedan 1944. De hade en son, född 1951, som avled av en överdos 1981.

## Filmografi i urval
- Le Corsaire (1939)
- L'Arlésienne (1942)
- En kvinnas hemlighet (1947)
- Brev från en okänd kvinna (1948)
- Madame Bovary (1949)
- Tre flickor i Rom (1954)
- Svanen (1956)
- Gigi, ett lättfärdigt stycke (1958)
- Alla mina drömmar (1959)
- Can-Can (1960)
- Hotel International (1963)
- Irma la Douce (1963) (berättare)
- Mannen med järnmasken (1977)
- 30 silverpenningar (1978)
- Octopussy (1983)